# Dumb and Dumber De
Pour les articles homonymes, voir Dumb and Dumber (homonymie).
Série
Dumb and Dumberer : Quand Harry rencontra Lloyd
Pour plus de détails, voir Fiche technique et Distribution.
Dumb and Dumber De ou La cloche et l'idiot 2 au Québec (Dumb and Dumber To) est un film américain réalisé par les frères Farrelly et sorti en 2014. Il s'agit de la suite du film Dumb and Dumber (1994).

## Synopsis
Lloyd Christmas et Harry Dune se retrouvent cette fois manipulés par la séduisante et redoutable Adele Pichlow. Cette dernière compte utiliser les deux acolytes afin de se débarrasser d'un mari encombrant.

## Fiche technique
- Titre original : Dumb and Dumber To
- Titre français : Dumb and Dumber De
- Titre québécois : La cloche et l'idiot 2
- Réalisation : Peter Farrelly, Bobby Farrelly
- Scénario : Sean Anders, Bennett Yellin
- Casting : Rick Montgomery
- Décors : Jennifer M. Gentile
- Costumes : Karen Patch
- Édition : Steven Rasch
- Photographie : Matthew F. Leonetti
- Production : Joey McFarland, Bradley Thomas, Charles B. Wessler, Bobby Farrelly, Tracie Graham-Rice, Riza Aziz, Marc S. Fischer, J. B. Rogers
- Sociétés de production : Conundrum Entertainment et Red Granite Pictures
- Distribution : États-Unis : Universal Pictures ; France : Metropolitan Filmexport

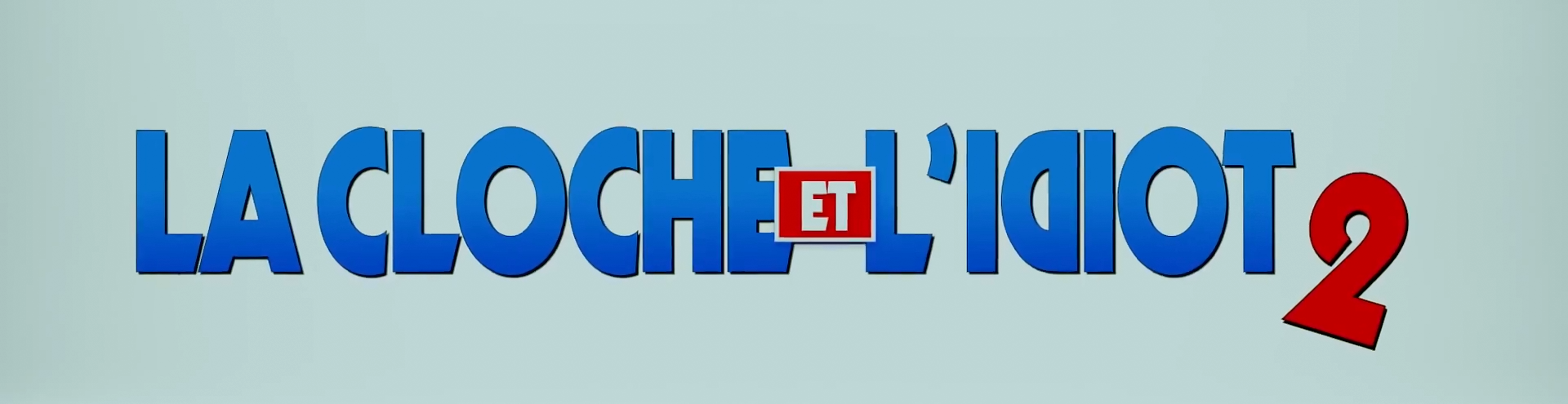
Logo québécois du film.

- Pays d'origine :  États-Unis
- Langue originale : anglais
- Genre : comédie
- Budget : 40 000 000 $[1]
- Durée : 109 minutes
- Dates de sortie :
  - États-Unis : 14 novembre 2014
  - France : 17 décembre 2014

## Distribution
- Jim Carrey (VF : Emmanuel Curtil ; VQ : Daniel Picard) : Lloyd Christmas
- Jeff Daniels (VF : Dominique Collignon-Maurin ; VQ : Sébastien Dhavernas) : Harry Dunne
- Rob Riggle (VF : Lionel Tua ; VQ : François Trudel) : Travis
- Laurie Holden (VF : Déborah Perret ; VQ : Christine Séguin) : Adele Pichlow
- Kathleen Turner (VF : Anne Jolivet ; VQ : Marie-Andrée Corneille) : Fraida Felcher
- Bill Murray (VF : Bernard Métraux) : Ice Pick "le colocataire d'Harry"
- Rachel Melvin (VF : Marie Facundo ; VQ : Catherine Bonneau) : Penny Pichlow
- Steve Tom (VF : Patrick Préjean ; VQ : Marc-André Bélanger) : Dr. Pichlow
- Cam Neely : Sea Bass
- Milan Lucic : le fils de Sea Bass
- Brady Bluhm : Billy
- Tembi Locke (VF : Véronique Borgias) : Dr. Barbara Walcott
- Lauren Henneberg : Dr. Erinn Knight
- Don Lake (VF : Vincent Violette ; VQ : François-Simon Poirier) : Dr. Lewis Meldman
- Patricia French (VF : Annie Balestra ; VQ : Élisabeth Choulavidzé) : Ms. Sourpuss
- Lindsay Ayliffe (VF : Marc Chapiteau) : Professeur Garabedian
- Erin Allin O'Reilly : l'infirmière
- Angela Kerecz : la serveuse
- Paul Blackthorne : le médecin qui opère Harry
- Danny Murphy : Joystick Victim
- Swizz Beats : (en caméo) le ninja qui menace Penny

Sources et légende : version française (VF) sur AlloDoublage version québécoise (VQ) sur Doublage Québec

## Accueil

### Promotion
Pour la promotion du film, des affiches parodient le film Lucy en reprenant le postulat que seul un dixième du cerveau est réellement utilisé.

### Réception critique
Lors de sa sortie en salles dans les pays anglophones, Dumb and Dumber De a rencontré un accueil critique négatif des critiques professionnels : sur les 124 critiques collectés par le site Rotten Tomatoes, seuls 28 % sont favorables, pour une note moyenne de 4,3⁄10, tandis que le site Metacritic, ayant collecté 35 critiques, lui attribue un score de 36⁄100. En France, l'accueil est mitigé, obtenant une note moyenne de 2,9⁄5 sur le site AlloCiné, pour 10 titres de presse.

### Box-office
| Pays ou région | Box-office      | Date d'arrêt du box-office | Nombre de semaines |
| -------------- | --------------- | -------------------------- | ------------------ |
| États-Unis     | 86 208 010 $    | 12 février 2015            | 13                 |
| France         | 299 628 entrées | 11 février 2015            | 8                  |
| Monde          | 169 837 010 $   | 12 février 2015            | 13                 |

Le film fait un succès aux États-Unis lors de sa sortie le 14 novembre 2014, au point de se propulser en tête du box-office avec 38 millions de dollars de recettes engrangées au démarrage. En dix semaines, il a déjà récolté près de 86 millions de dollars de recettes. À l'international, Dumb and Dumber De engrange 80,9 millions de dollars supplémentaires, portant le total à 166,7 millions de dollars pour les recettes mondiales.
En France, sorti dans 295 salles, Dumb and Dumber De prend la quatrième place au box-office le jour de sa sortie avec 20 034 entrées. Lors de son premier week-end à l'affiche, il totalise 107 352 entrées. En première semaine, il prend la neuvième place du box-office français avec 147 054 entrées , résultat inférieur au premier volet qui avait débuté à la seconde place avec 164 756 entrées lors de sa première semaine pour une distribution dans 234 salles. Il ne réédite pas le même score que le premier opus et plafonne à 283 428 entrées en trois semaines.